# Spielmacher (Film)
Spielmacher ist ein deutsches Drama aus dem Jahr 2018. Der Film startete am 12. April 2018 in den deutschen Kinos.

## Handlung
Der ehemalige Fußballer Ivo will, nachdem er – wie sich später andeutet vermutlich wegen Spielmanipulation – eine Haftstrafe verbüßt hat, einen Neustart wagen. Allerdings findet er keine reguläre Anstellung. Da Fußball immer noch seine Leidenschaft ist, er aber aufgrund einer Patellasehnen-Verletzung nicht mehr selbst spielen kann, versucht er sich an Fußballwetten.
In der Playothek Majstori wird der skrupellose Gangsterboss Dejan auf ihn aufmerksam, der ihn durch eine verlorene Wette schnell wieder für kriminelle Machenschaften einspannt. Er soll ihm helfen, Fußballspiele der unteren Ligen zu manipulieren, um für die Chinesen Wettergebnisse zu optimieren.
Währenddessen lernt er auf dem Fußballplatz seiner Jugend (S.C. Union von 1903 e.V.) durch seinen alten inzwischen erkrankten Trainer Hermann Brunner den Nachwuchsspieler Lukas und dessen Mutter, die Krankenschwester Vera, kennen. Für Lukas wird er ein Mentor und bandelt mit seiner Mutter an.
Ivo steht in ständigem Zwiespalt zwischen seinem neuen sauberen Leben mit Lukas und Vera und seiner Rolle bei der Wettmafia. Als Dejan schließlich auch Lukas in die Spielmanipulationen mit einbeziehen will, muss Ivo handeln. Er redet Lukas nach einem Spiel des BVB im Signal-Iduna-Park ins Gewissen, Dejan nicht nachzugeben, und schenkt ihm sein altes Trikot. Lukas entscheidet sich gegen die Spielmanipulation und gewinnt mit seiner Mannschaft das Spiel. Ivo hat in diesem Zusammenhang gemeinsame Sache mit Dejans Kontaktmann gemacht. Kurzzeitig scheint es so, als wenn der der Kontaktmann ihn an Dejan verraten hätte, aber Dejan wird schließlich Opfer der „stummen Klinge“ durch die Chinesen. Seinen Erlös aus diesem Handel spendet Ivo seinem Trainer und Vera.

## Sonstiges
- Der Film wurde mit dem „Prädikat wertvoll“ der Deutschen Film- und Medienbewertung ausgezeichnet.[2]
- Der Film wurde in Hamburg und im Ruhrgebiet gedreht, bspw. in einer Spielothek in Essen-Rüttenscheid, im Fußballmuseum Dortmund oder im Signal-Iduna-Park.[3][4][5]
- Der Film feierte am 10. April 2018 in der Lichtburg (Essen) Premiere.[6]

## Kritik
Tatjana Michel (Süddeutsche Zeitung) schreibt, dass der Plot des Filmes zwar vorhersagbar geraten sei, aber der Film trotzdem eine packende Milieustudie bleibe.
Philip Seidel (Abendzeitung) fiel auf, dass: „Den starken Darstellern und den tollen Bildern eine etwas leicht vorhersehbare Handlung gegenüber [stehe].“
Im Lexikon des internationalen Films wird der Film als „oberflächliche[r], im Wettmilieu spielende[r] Gangsterfilm voller überzeichneter Konflikte, großer Gesten, greller Effekte und angeberischer Bilder“ charakterisiert. Die Kritik an der Kommerzialisierung des Fußballs gerate darüber in den Hintergrund.